# Des Arc (Missouri)
Des Arc is een plaats (village) in de Amerikaanse staat Missouri, en valt bestuurlijk gezien onder Iron County.

## Demografie
Bij de volkstelling in 2000 werd het aantal inwoners vastgesteld op 187.
In 2006 is het aantal inwoners door het United States Census Bureau geschat op 194, een stijging van 7 (3,7%).

## Geografie
Volgens het United States Census Bureau beslaat de plaats een oppervlakte van
0,5 km², geheel bestaande uit land. Des Arc ligt op ongeveer 199 m boven zeeniveau.

## Plaatsen in de nabije omgeving
De onderstaande figuur toont nabijgelegen plaatsen in een straal van 32 km rond Des Arc.